# Conophis
Conophis – rodzaj węży z podrodziny ślimaczarzy (Dipsadinae) w rodzinie połozowatych (Colubridae).

## Zasięg występowania
Rodzaj obejmuje gatunki występujące w Meksyku, Belize, Gwatemali, Salwadorze, Hondurasie, Nikaragui i Kostaryce; stwierdzenie z Kolumbii dotyczyło błędnie zidentyfikowanego Lygophis lineatus.

## Systematyka

### Etymologia
Conophis: gr. κωνος kōnos „stożek”; οφις ophis, οφεως opheōs „wąż”.

### Podział systematyczny
Do rodzaju należą następujące gatunki: 
- Conophis lineatus (A.M.C. Duméril, Bibron & A.H.A. Duméril, 1854)
- Conophis morai Pérez-Higareda, López-Luna & H.M. Smith, 2002
- Conophis vittatus W. Peters, 1860